# Jez Mujib
Jez Mujib (arabsko سد الموجب) stoji v Wadi Mujibu, med mestoma Madaba in Al-Karak, v Jordanskem guvernoratu Madaba. Gre za jez iz valjanega betona z nasipi iz gline napolnjene s skalami, dokončan leta 2004, po šestih letih gradnje. Cesta 35, del zgodovinske kraljeve ceste, prečka vrh jezu. Voda, ki jo zadržuje, je kombinirana z razsoljeno vodo iz brakičnih izvirov vzdolž Mrtvega morja proti zahodu, v rezervoarju s 35 milijoni m3, ki v glavnem oskrbuje Aman, 100 kilometrov proti severu, kar pomaga olajšati zelo poudarjeno nacionalno oskrbo z vodo.